# جوزيف صبا
جوزيف صبا (بالإنجليزية: Joseph Saba)‏ هو ملحن أمريكي، ولد في 18 يناير 1971.

## وصلات خارجية
- جوزيف صبا على موقع ميوزك برينز (الإنجليزية)
- جوزيف صبا على موقع أول ميوزيك (الإنجليزية)
- جوزيف صبا على موقع ديسكوغز (الإنجليزية)